# Klinikum Kempten
Das Klinikum Kempten ist ein Krankenhaus der Versorgungsstufe II in Kempten (Allgäu) und gleichzeitig ein akademisches Lehrkrankenhaus der Universität Ulm. Das Klinikum Kempten ist seit 2010 ein Managementkrankenhaus der Sana Kliniken AG und gehört seit dem 1. April 2010 zur Klinikverbund Kempten-Oberallgäu gGmbH mit Sitz in Immenstadt im Allgäu. 2019 wurde im Rahmen einer Klinikfusion der Klinikverbund Allgäu gGmbH gegründet. Die Kreisklinik Ottobeuren sowie Mindelheim aus dem Landkreis Unterallgäu sind jetzt unter anderem Teil davon. Gesellschafter des Klinikverbundes sind die Stadt Kempten (Allgäu) sowie die Landkreise Unter- und Oberallgäu.

## Geschichte
Das Klinikum Kempten steht auf einem durch Otto Merkt im Jahr 1936 erworbenen Grundstück auf dem Reichelsberg. 1952 wurde ein Architektenwettbewerb ausgeschrieben und 1958 nach den Plänen der Architekten Godehard Schwethelm und Walter Schlempp mit den Gründungsarbeiten begonnen. Im Juni 1961 konnte der erste Bauabschnitt eröffnet werden. Das Bettenhaus wurde 1964 eröffnet. Nach drei Bauabschnitten wurde das neue Stadtkrankenhaus von Kempten an der Robert-Weixler-Straße 1970 fertiggestellt.
1980 erhielt das Stadtkrankenhaus den Rettungshubschrauber Christoph 17, die Bölkow Bo 105 wurde 2007 durch einen Eurocopter EC 135 ersetzt.
1997 fing der Ausbau vom Stadtkrankenhaus zu einem Klinikum an, Ziel war eine Einhäusigkeit. In mehreren Teilabschnitten wurden Fachabteilungen neu gebaut oder saniert. Im November 2012 gab es einen Umzug der 100 im ehemaligen Kreiskrankenhaus Kempten an der Memminger Straße verbliebenen Patienten aus den dortigen Abteilungen für Hämatologie, Onkologie, Palliativmedizin, Gastroenterologie und Kardiologie ins neue Klinikum. Die Arbeiten am Klinikum wurden 2016 komplett vollzogen.

## Fachabteilungen

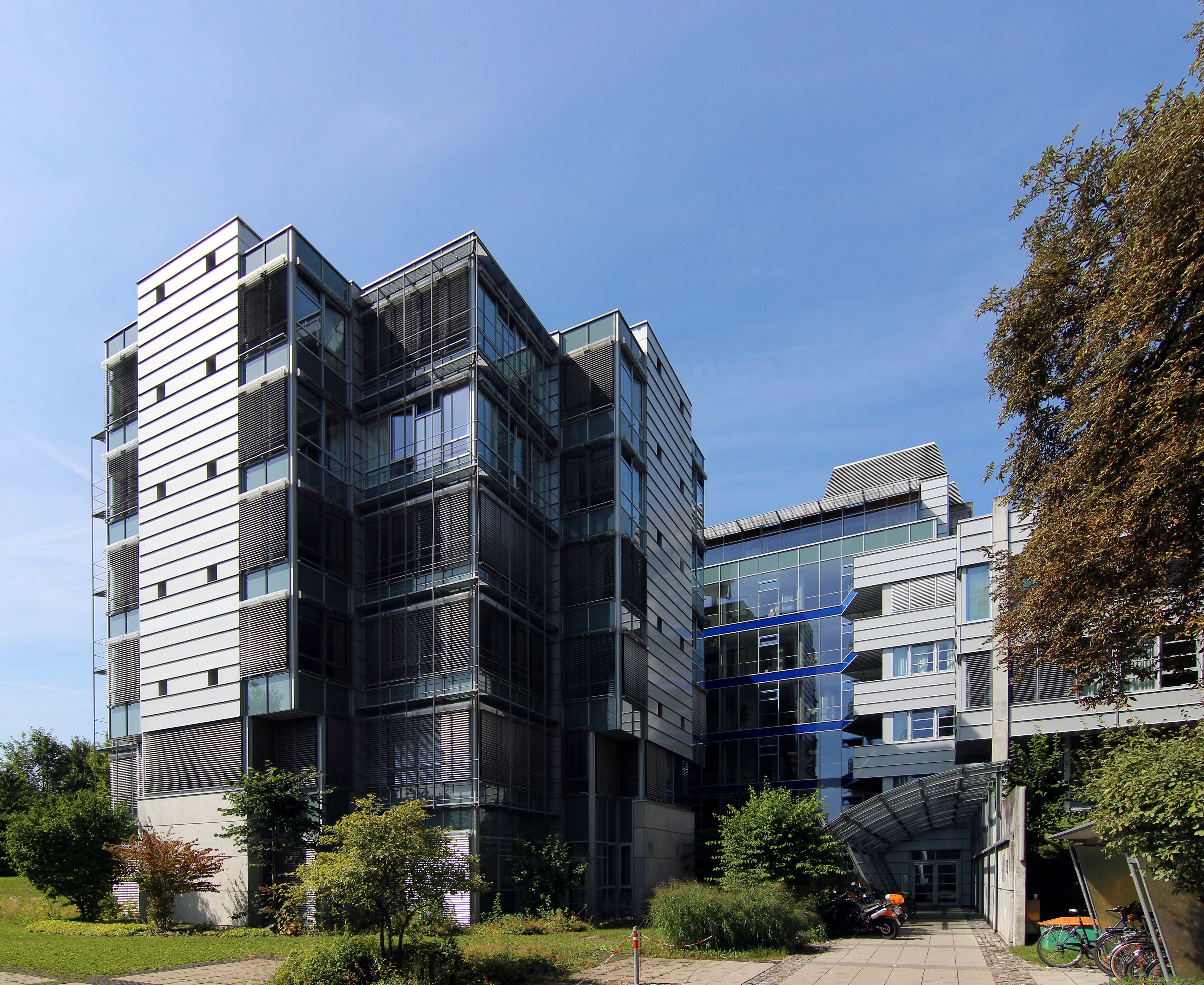
Fachpraxis für Strahlentherapie als Teil des Klinikums (2017)

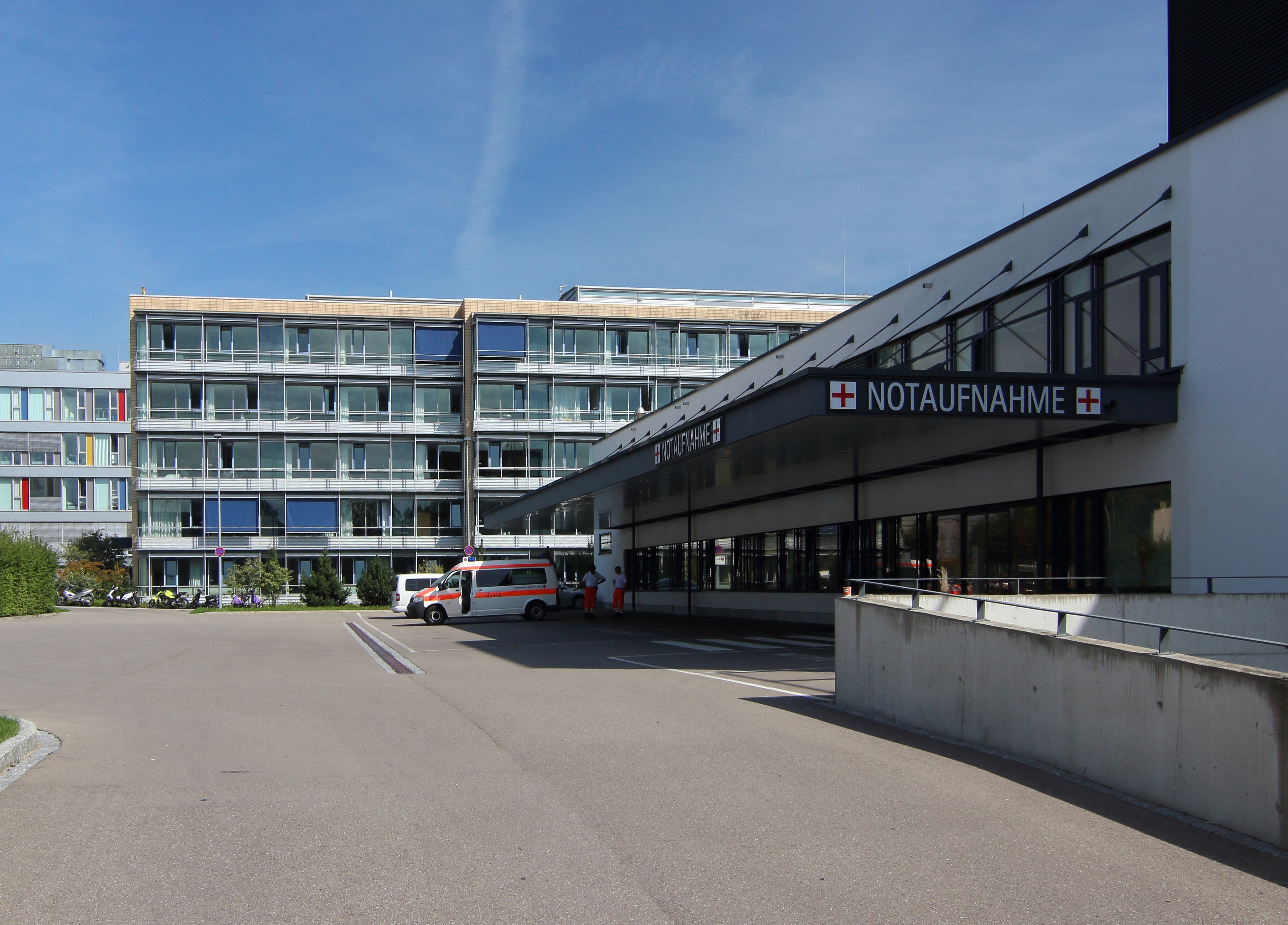
Notaufnahme (2017)

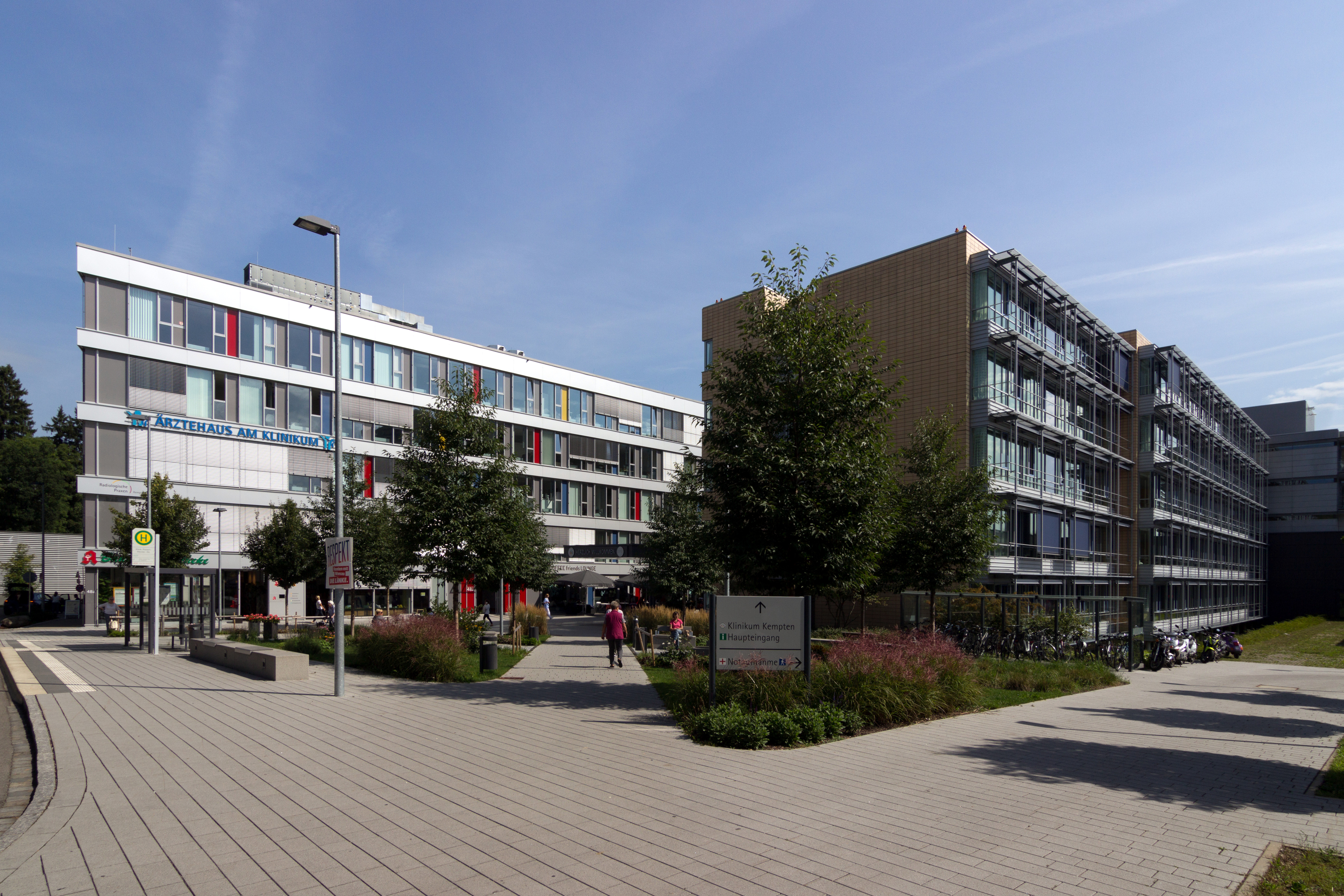
Platz vor dem Eingang zum Klinikum (2017)

- Allgemein-, Viszeral-, Gefäß-, Thorax- und Kinderchirurgie
- Zentrale interdisziplinäre Notaufnahme (ZINA)
- Pädiatrie und Neonatologie
- Anästhesie
- Orthopädie, Unfall-, Hand- und Wiederherstellungschirurgie
- Frauenheilkunde und Geburtshilfe
- Urologie
- Kardiologie und Angiologie
- Pneumologie und Thoraxonkologie
- Hämatologie und Onkologie
- Gastroenterologie
- Neurochirurgie
- Hals-, Nasen-, Ohrenheilkunde
- Neurologie
- Diagnostische und interventionelle Radiologie und Neuroradiologie

## Trägerschaft
Mit der Gebietsreform von 1972 gründeten die Stadt Kempten und der neu entstandene Landkreis Oberallgäu eine Klinikarbeitsgemeinschaft. Der Krankenhauszweckverband Kempten-Oberallgäu ging 1987 aus der Arbeitsgemeinschaft hervor. Der Betrieb zweier unterschiedlicher Krankenhausgebäude in Kempten galt als verlustreich und machte jährlich einen Verlust von fünf Millionen DM.
1995 entstand die Klinikum Kempten-Oberallgäu gGmbH, welche die finanziellen Probleme mildern konnte, 2010 entstand der Klinikverbund Kempten-Oberallgäu gGmbH, dem auch Kliniken in Immenstadt im Allgäu, Oberstdorf und Sonthofen angehören.